# Warner Bros. International Television Production Nederland
Warner Bros. International Television Production Nederland (WBITVP Nederland) is een van oorsprong Nederlandse televisie- en filmproductiemaatschappij. Het bedrijf werd in 2001 onder de naam Eyeworks opgericht door Reinout Oerlemans, Robert van den Bogaard en Ronald van Wechem, en kreeg daarna vestigingen in meerdere landen. Er worden in ruim vijftig landen televisieformats van het bedrijf uitgezonden. Het hoofdkantoor bevindt zich in Amsterdam, Raamplein 1. Het distributiekantoor is gevestigd in Londen.

## Geschiedenis
Het bedrijf was tot juni 2014 voor een deel in handen van het management van het bedrijf en het investeringsbedrijf Van den Ende & Deitmers Crossmedia Fund van Joop van den Ende en Hubert Deitmers. Eyeworks heeft productievestigingen in Nederland, België, Duitsland, Zweden, Denemarken, het Verenigd Koninkrijk, Spanje, Argentinië, Brazilië, Chili, Nieuw-Zeeland, Australië en de Verenigde Staten.
Op 2 juni 2014 is Warner Bros. Television Group definitief eigenaar geworden van de gehele Eyeworks Groep. Met uitzondering van Eyeworks USA, deze blijft zelfstandig en in handen van de oprichters, onder wie Reinout Oerlemans. Hij zal aan de slag gaan als topbestuurder bij Eyeworks USA, dat een internationale distributieovereenkomst met Warner Bros. heeft gesloten.
Bekende programma's van het bedrijf zijn Flikken Maastricht, Sterren Dansen op het IJs en De Nationale IQ Test. In 2005 kocht Eyeworks "W.K. Producties", het productiebedrijf van Will Moerer en Kees Jansma en doopte het om tot "Eyeworks Sport", dat diverse sportprogramma's voor de Nederlandse commerciële televisie produceert. Eyeworks Sport is onder andere verantwoordelijk voor de beelden van het Nederlandse Eredivisievoetbal.
In 2005 kwam het bedrijf in het nieuws toen het voor het Talpaprogramma De TV Competitie het programmaformat Ik wil een kind van jou... en verder niets, alias De Spermashow, produceerde. In 2006 nam het bedrijf de televisieproducent Egmond Film and Television over. In april 2010 nam Eyeworks datahandelaar/crossmediabedrijf Advance over; oprichter en creatief directeur Frans de Vries en mededirecteur Theo Dirksen bleven de directie voeren over het bedrijf.
Op 15 september 2011 werd de sportdivisie, Eyeworks Sport, verkocht aan mediaholding CMI en onderdeel van de Infostrada Sports Group.
In februari 2012 ontstond commotie nadat was gebleken hoe Eyeworks te werk was gegaan bij opnamen op de afdeling spoedeisende hulp van VU medisch centrum voor de medische realityserie 24 uur: tussen leven en dood van RTL 4. Dit liep dusdanig hoog op dat VUmc RTL verzocht de serie na de eerste uitzending te staken. In juni 2013 oordeelde de rechter dat Eyeworks en VUmc het medisch beroepsgeheim hadden geschonden door patiënten heimelijk te (laten) filmen. Er werd een schikking met de producent getroffen van twintigduizend euro.
Op 22 juni 2015 veranderde de naam van het bedrijf naar Warner Bros. International Television Production Nederland. De filmafdeling van Eyeworks ging verder onder de naam Kaap Holland Film.

## Televisie
De volgende televisieprogramma's worden of werden geproduceerd door Eyeworks/Warner Bros. International Television Production Nederland:
- 1985 (België)
- 24 uur: tussen leven en dood (Nederland, voortijdig teruggetrokken)
- Beat da Bompaz (België)
- Beauty & de Nerd (Nederland, België)
- Britt en Ymke en het mysterie van... (Nederland)
- BVN-Voetbal (Nederland)
- Café Corsari (België)
- Chantal (België)
- Chef in Nood (België)
- Cordon (België)
- D5R (België)
- Dag & Nacht: Hotel Eburon (België)
- David (België)
- De Band
- De bende van Sjako (Nederland)
- De Bouw
- De Bunker (België)
- De Grote Sprong (België)
- De Hoppers (België)
- De Italiaanse Droom
- De Nationale IQ Test
- De nieuwe Moszkowicz (Nederland)
- De Pfaffs (België)
- Red Light (Nederland, België)
- De Ridder (België)
- De schat van de Oranje (Nederland)
- De slag om Arnhem (Nederland)
- De Twaalf (België)
- De infiltrant (België)
- Dokter Deen (Nederland)
- Dubbelleven (België)
- Duska
- Echte Gooische meisjes (Nederland)
- Echte jongens op safari (Nederland)[9]
- Echte meisjes in de jungle (Nederland)
- Echte meisjes op zoek naar zichzelf (Nederland)
- Eigen kweek (België)
- Familieberichten (Nederland)
- First Dates (België)
- Flikken Maastricht (Nederland)
- Flikken Rotterdam (Nederland)
- Flikken (België)
- Grenslanders (Nederland, België)
- Golden Girls (Nederland)
- GoXX (Duitsland)
- Groeten Terug
- Groeten uit de Rimboe (Nederland, België)
- Help, ons kind is te dik (Nederland)
- Het Verstand Van Vlaanderen (België)
- Hier Slapen Jullie (Nederland)
- Ik U Ook (België)
- Instaverliefd (België)
- Instagefikst (België)
- Je echte leeftijd (Nederland)
- Jonge dokters (Nederland)
- Masterchef (België)
- Michella & Louisa werken mee (Nederland)[10]
- Miss Popularity
- Missen
- Modepolitie 2.0 (Nederland)
- Nationale Inburgering Test
- Oh Oh Cherso (Nederland)
- Oh Oh Tirol (Nederland)
- Op z'n Hollands (Nederland)
- Obese (Nederland)
- Obese: hoe is het nu met...? (Nederland)
- Op zoek naar Zorro (Nederland)
- Oud België (België)
- Rang 1 (België)
- Ritueel (België)
- Seinpost Den Haag (Nederland)
- So You Wanna Be a Popstar
- Sponsor Loterij Superbal (Nederland)
- Stenders Late Vermaak
- Sterren Dansen op het IJs
- Sterren Springen op Zaterdag (Nederland)
- Strictly Come Dancing (Nederland)
- Te mooi om waar te zijn (Nederland)
- Temptation Island (Nederland, België)
- Test the Nation
- The Chair
- Ticket to the Tribes
- Terug naar eigen land(België)
- Toast Kannibaal (België)
- Tourette on Tour (Nederland)
- Vermist (België)
- Veronica's lekkerste (Nederland)
- Vossenstreken (België)
- W817: 8eraf (België)
- Waar stem ik op? (Nederland)
- Weten zij veel!? (Nederland)
- Who Wants to Marry My Son?
- Wie wordt Tarzan? (Nederland)
- Win My Wage (Verenigd Koninkrijk)
- Zie mij graag (België)

## Film
Hieronder een overzicht met films die zijn geproduceerd door het vroegere Eyeworks voordat deze in juni 2014 werd overgenomen door Warner Bros. Vanaf juni 2015 ging de filmafdeling van Warner Bros verder onder de naam Kaap Holland Film onder leiding van filmproducent Maarten Swart.
- Komt een vrouw bij de dokter (Nederland/26 november 2009)
- New Kids Turbo (Nederland/9 december 2010)
- Nova Zembla (3D) (Nederland/24 november 2011)
- New Kids Nitro (Nederland/8 december 2011)
- Bro's Before Ho's (Nederland/5 december 2013)